# Monica (radar)

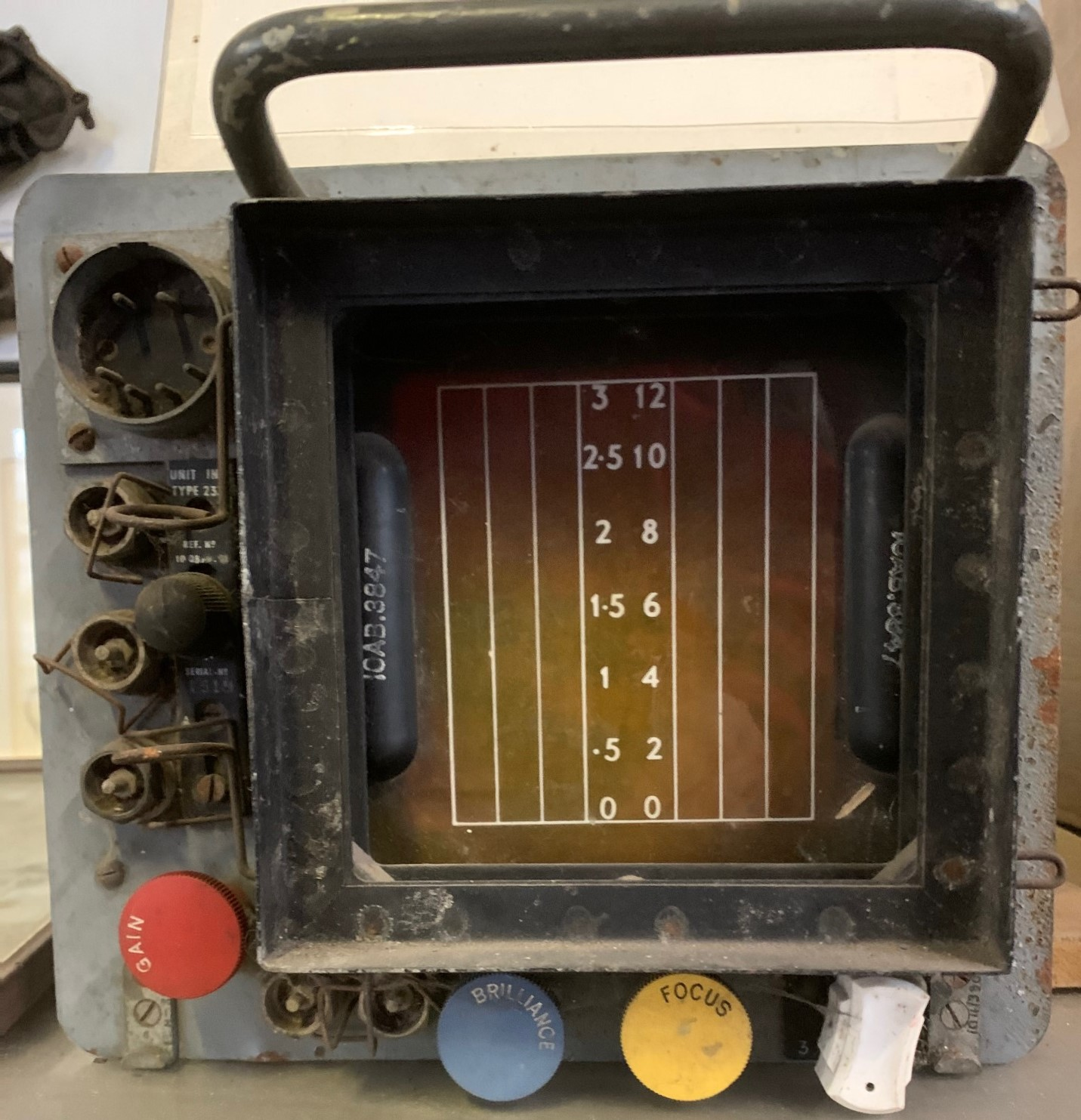
Obrazovka výstražného radaru Monica Mk III

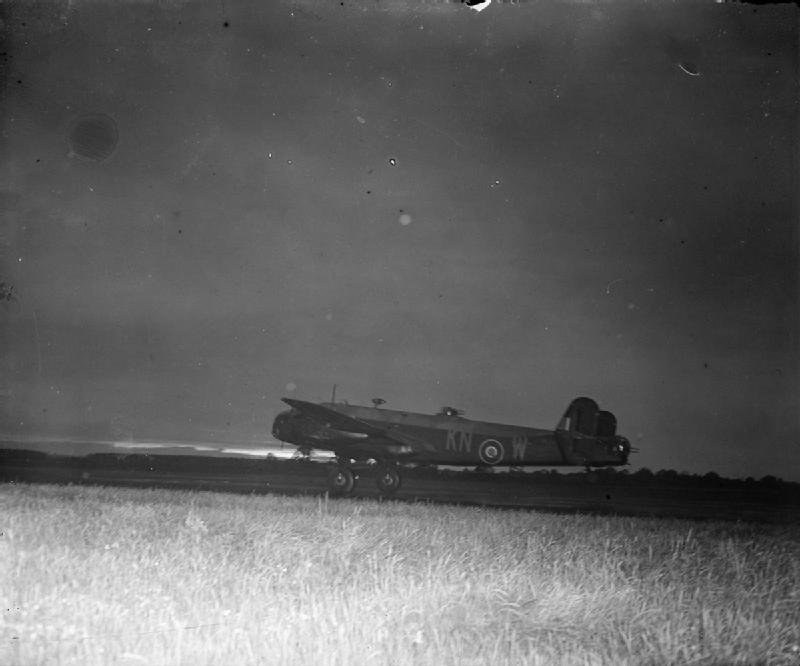
Handley Page Halifax - Elvington - Royal Air Force Bomber Command, 1942–1945. Drobný výstupek pod ocasní střeleckou věží je anténa radaru Monica

Radar Monica nebo také ARI 5664 byl britský výstražný radar, který sloužil pro hlídání zadní polosféry bombardovacích letounů proti nepřátelským stíhacím letounům během 2. světové války. Po zjištění, že se na signál tohoto radaru zaměřoval německý radar (FuG 227 Flensburg ), byl radar stažen od bombardovacích jednotek. Po jeho vyřazení posloužil pokusně pro navádění stíhaček Hawker Tempest na střely V-1. Radar pracoval na frekvencích okolo 300 MHz, tedy na rozhraní VKV a UKV.

## Historie a použití radaru
Za vývojem radaru Monica lze dohledat Teda Cooke-Yarborough, který byl průkopníkem v oblasti radarů, elektroniky a počítačů. Radar byl vyvinut okolo roku 1942, původně měl sloužit britským stíhacím letounům, neboť vlivem soustředění na svůj úkol ztráceli piloti přehled o nepřátelských letounech. Zkoušky prokázaly, že je zařízení úspěšné, ale nakonec došlo k namontování tohoto zařízení na bombardovací letouny RAF. 
Osádky bombardérů tak dostaly prostředek, který jim pomáhal během nočních misí najít nepřátelské letouny v prostoru za letadlem, a to do vzdálenosti asi 1000 yardů (914 m). Monica vysílala signál, který se odrážel zpět od objektů, obsluha radaru pak vyhodnocovala data z radaru. Nevýhodou radaru bylo, že nedovedl rozlišit vlastní a cizí letouny, což při letu ve formaci generovalo falešné poplachy. Některé osádky tak raději systém nepoužívaly. 
Z trosek sestřelených bombardérů dokázalo Německo reverzním inženýrstvím odhalit princip radaru Monica a zareagovalo na něj pasivním systémem FuG 227 Flensburg.
Ve 4:25 13. července 1944 přistál po navigačním omylu na letiště RAF Woodbdridge u Suffolku noční stíhací letoun Junkers Ju 88 G-1. Posádka letounu si myslela, že skončila v Německu. Británie, tak mohla prozkoumat letoun, na jehož palubě byl mimo jinou radarovou techniku, také pasivní radar FuG 227 Flensburg. O něm později Britové zjistili, že je naváděn na signál vysílaný radarem Monica. Místo ochrany, kterou měla Monica poskytovat, se tak stala naváděcím majákem pro nepřátelská letadla.
Historik Bill Gunson ve své publikaci Night Fighters: A development and Combat History napsal:
| „ | Tento údajný strážce bombardérů byl pravděpodobně zodpovědný za více ztrát bombardérů než jakékoli jiné zařízení, spojenecké nebo nepřátelské, dokud v srpnu 1944 (téměř o dva roky později) nebylo posádkám řečeno, aby jej nepoužívaly. | “ |

Z radaru Monica vycházel radar AN/APS-13 Archie, označovaný jako Monica Mk.7 a používaný USAAF, jehož použití je zdokumentované na strojích North American P-51 Mustang nebo na atomových bombách Fat Man a Little Boy.